# ISO/IEC 9126

ISO/IEC 9126(소프트웨어 엔지니어링 - 제품 품질, Software engineering — Product quality)은 소프트웨어 품질 평가를 위한 국제 표준이었다. ISO/IEC 25010:2011로 대체되었다.
ISO/IEC 9126 표준의 기본 목표는 소프트웨어 개발 프로젝트의 전달 및 인식에 부정적인 영향을 미칠 수 있는 잘 알려진 인간의 편견 중 일부를 해결하는 것이다. 이러한 편견에는 프로젝트 시작 후 우선 순위를 변경하거나 "성공"에 대한 명확한 정의가 없는 경우가 포함된다. 프로젝트 우선순위를 명확히 하고 동의한 후 추상적 우선순위(규정 준수)를 측정 가능한 값으로 변환함으로써(출력 데이터는 개입 없이 스키마 X에 대해 검증될 수 있음) ISO/IEC 9126은 프로젝트의 목적과 목표에 대한 공통된 이해를 발전시키려고 노력한다.
표준은 네 부분으로 나뉘어 있다.
- 품질 모델
- 외부 지표
- 내부 지표
- 사용 품질 지표.

## 같이 보기
- ISO 9000
- 검사와 타당성 검증
- 비기능 요건
- 소프트웨어 품질